# Polnisch-Russischer Krieg 1609–1618
Der Polnisch-Russische Krieg 1609–1618 war ein Krieg zwischen dem Königreich Polen-Litauen und dem Zarentum Russland. Der Krieg begann mit einer Offensive Polens unter der Führung des polnischen Königs Sigismund III. Wasa mit dem Ziel, die Krone Russlands für sich zu sichern, und endete 1618 mit dem Vertrag von Deulino, in dem Polen-Litauen territoriale Zugeständnisse gemacht wurden, das damit seine größte territoriale Ausbreitung erreichte. Das Russische Zarenreich konnte hingegen seine Unabhängigkeit sichern.

## Vorgeschichte
Russland befand sich zu dieser Zeit in der so genannten Zeit der Wirren, der Smuta, die von 1598 bis 1613 andauerte. Ursache dafür war das Aussterben der herrschenden Linie der Moskauer Rurikiden, wodurch die Zarenherrschaft in die Schwebe geriet. Diese Periode war durch eine allgemeine Anarchie, zerrüttete Herrschaftsverhältnisse und eine zeitweilige Interregnums-Phase gekennzeichnet. Vor 1610 gelang es den russischen Schwindlern Pseudodimitri I. und Pseudodimitri II., mit Unterstützung polnischer Magnaten die Macht in Russland an sich zu reißen, ohne den Thron jedoch dauerhaft halten zu können, da sie keine Koalition mit dem Hochadel eingingen und fremde, vor allem nach polnischem Vorbild entlehnte Vorstellungen zu verwirklichen suchten. Als sich der falsche Dmitrij mit der Katholikin Marina wider Tradition und Glauben trauen ließ, fegte ihn ein Moskauer Aufstand hinweg. Zu offenkundig waren die guten Beziehungen zum aus ihrer Sicht ungläubigen polnischen Erzfeind, zu abrupt die Vorboten der Europäisierung gewesen.
Von 1610 bis 1617 befand sich das zu der Zeit in Europa als „Moskowien“ bezeichnete Zarentum Russland zudem in einem Parallelkrieg mit dem Königreich Schweden (Ingermanländischer Krieg), das versuchte, den Moskauer Thron für sich zu sichern.
Der polnische König Sigismund III. Wasa, der bis zu seiner Absetzung 1599 auch König von Schweden gewesen war, wollte seinen schwedischen Feinden den Moskauer Thron nicht überlassen und beschloss eine Intervention. Grundlage für diese Einmischung bildete der Vertrag von Tuschino vom 4. Februar 1610 zwischen dem polnischen König und den gegen den russischen Zaren Wassili IV. Schuiski eingestellten Bojaren. In diesem Vertrag wurde zwischen beiden Parteien vereinbart, den Sohn des polnischen Königs, Władysław, zum Zaren zu krönen und die Macht des Zaren zu beschränken; allerdings wurde der Vertrag nie umgesetzt.

## Kriegsverlauf

### Polnische Besetzung Moskaus und russisches Interregnum

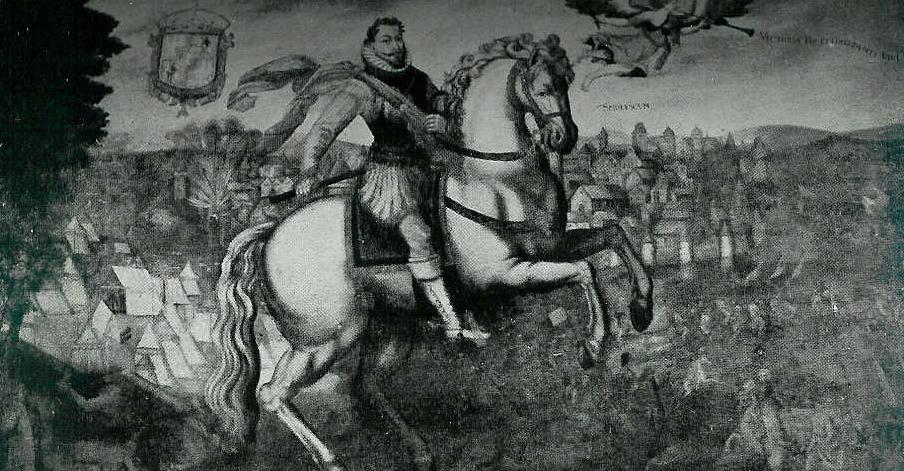
Der polnische König Sigismund III. während der Belagerung von Smolensk

Die kriegerischen Auseinandersetzungen begannen im Herbst 1609, als ein polnisches Heer unter Führung des polnischen Königs eine langandauernde Belagerung der russischen Stadt Smolensk begann. Nachdem ein zweites polnisches Heer eine zahlenmäßig überlegene russische Armee in der Schlacht von Kluschino am 24. Junijul. / 4. Juli 1610greg. besiegen konnte, wurde Zar Wassili IV. am 17. Juli 1610 durch innenpolitische Gegner gestürzt und zu einem einfachen Mönch geschoren. Neben der allgemeinen Anarchie im Moskauer Reich kam somit noch eine Interregnumsphase hinzu, die den Höhepunkt der Smuta bildete.
Dem polnischen Heer unter Führung von Stanisław Żółkiewski hatte Moskau nach dieser Niederlage nichts mehr entgegenzusetzen, woraufhin dieses Moschaisk, Wolokolamsk und Dmitrow einnahm. Ende Juli 1610 erreichte das polnische Heer Moskau.

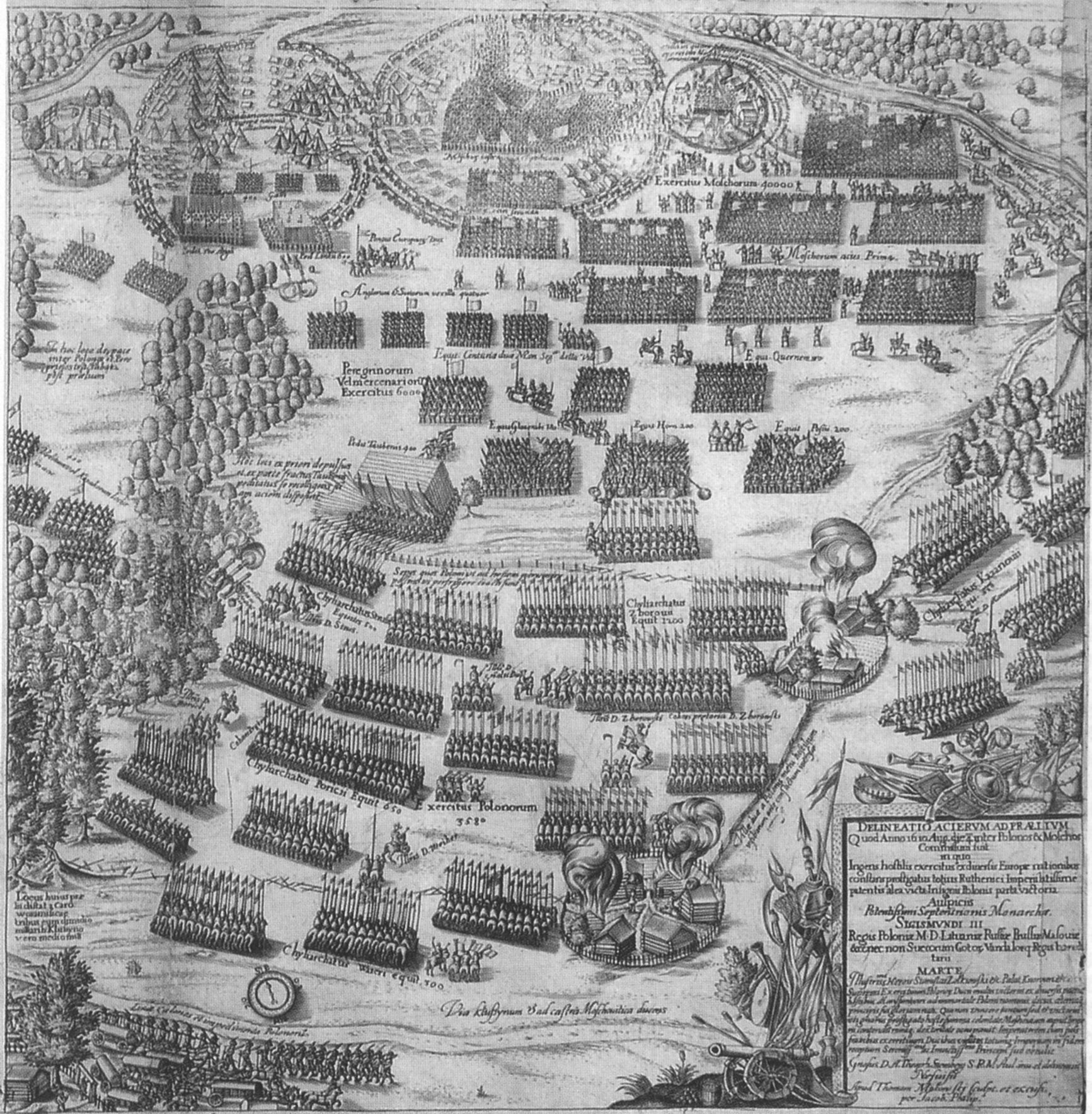
Schlachtaufstellung der Schlacht von Kluschino

In der Zwischenzeit nach dem Sturz des Zaren wurde ein Sieben-Bojaren-Rat (als Duma) in Moskau eingerichtet, die die neue Moskauer Führung darstellte. Der Rat wählte alsbald wie vertraglich vereinbart den Prinzen Władysław, den polnischen Königssohn, zum neuen Moskauer Zaren. Als dieser Rat sich daraufhin ins polnische Lager bei Smolensk begab, um die Krönung des neuen Zaren zu vollziehen, ließ der anwesende polnische König den Rat nach langen Verhandlungen schließlich im April 1611 verhaften und nach Polen deportieren – was als Repressionsmaßnahme zu dem inzwischen ausgebrochenen Moskauer Aufstand gedacht war.
Der polnische König wollte selber über das Moskauer Reich herrschen, um eine gute Ausgangssituation für eine von ihm angestrebte erneute polnisch-schwedische Personalunion erhalten zu können. Ein, angesichts der russischen Notlage, möglicher historischer Kompromiss zwischen Russen und Polen scheiterte damit. Die Pläne zielten auf die Abhängigkeit Russlands von Polen. Die Krönung eines katholischen Königs von Polen zum russischen Zaren war zudem ebenso ausgeschlossen wie der Übertritt eines Polenkönigs zum russisch-orthodoxen Glauben. Die vom König geforderte Zarenkrone war etwas ganz anderes als die Wahl seines Sohnes zum Zaren, in der Erwartung, dass dieser als orthodoxer Zar später ohnehin nicht als Nachfolger seines Vaters, zum polnischen König gewählt werden könne.

### Russische Volksaufstände
Die pro-polnische Fraktion unter den Bojaren fiel angesichts dessen nun vom polnischen König ab. So bildeten sich zeitlich nacheinander mehrere provisorische russische Gegenbewegungen zu der isolierten polnischen Regierung in Moskau. Unterstützt wurde der Volksaufstand durch den Patriarchen Hermogenes, der als Reichsverweser und Interrex die antikatholischen Emotionen schürte und den Hass gegen die Besatzer offen zu Tage kommen ließ.
Von Januar 1611 an stellten bedeutende Städte (u. a. Nischni Nowgorod, Wologda) des Moskauer Reiches Verbände zur Rückeroberung Moskaus auf. Der am 13. Februar 1611 in Moskau ausbrechende Aufstand der Moskauer Bürger markierte den Beginn des Untergangs der polnischen Herrschaft im Moskauer Reich, die mit religiöser Unterdrückung einherging.
Um ihre Kräfte nicht über ein allzu großes Gebiet zu verzetteln, entschloss sich die polnische Garnison, nur den Kern der Stadt zu behaupten, nämlich den Kreml und das anschließende Viertel Kitai-Gorod. Der polnische König konnte der isolierten Moskauer Garnison nicht zu Hilfe kommen, da er bis Anfang 1611 bei der Belagerung von Smolensk mit seinem Heer gebunden war.

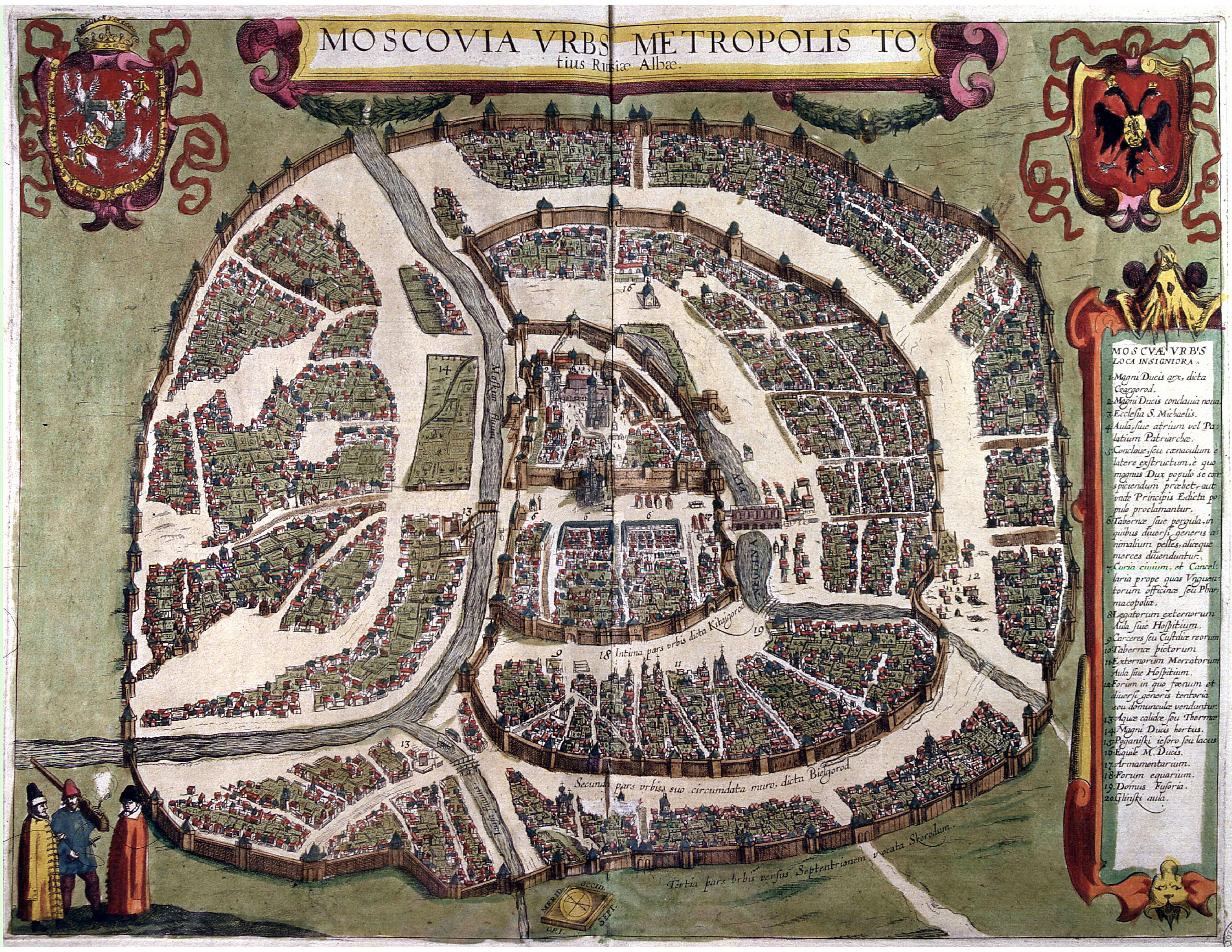
Polnischer Stadtplan von Moskau, 1610

Die erste Aufstandswelle wurde erfolgreich von der 3000 Mann starken polnischen Garnison niedergeschlagen. Bei dem ersten Aufstand wurde ein Teil Moskaus durch Brände zerstört.
Am 19. März brach der Aufstand erneut aus, der wiederum in Straßenkämpfen von der polnischen Garnison unterdrückt werden konnte. Das seit Januar 1611 aufgestellte Aufgebot der Städte griff nun am 24. März 1611 das besetzte Moskau an, wurde aber wiederum durch einen polnischen Gegenangriff zurückgeworfen. Nachdem die Erstürmung aufgrund des Fehlens an Belagerungsartillerie scheiterte, belagerte nun diese Landwehr (opolčenie) den Moskauer Kreml. Das Aufgebot dieses Haufens war heterogen durchmischt. Es bestand aus Stadtbewohnern, Kosaken und diversen anderen Gruppen. Diese Durchmischung stellte ein Problem für die Disziplin im Belagerungslager dar. So brach das 1. Aufgebot am 27. Juni 1611 wieder auseinander, da sich die anwesenden Kosaken weigerten, eine einheitliche Befehlsgewalt anzuerkennen. Am 13. Juni 1611 fiel zudem die seit 20 Monaten belagerte russische Stadt Smolensk in polnische Hände.
Der russische Staat schien in diesem Moment vor dem endgültigen Zerfall zu stehen. Jedoch setzte im Spätsommer 1611 eine entscheidende patriotische Gegenbewegung in den nicht besetzten Gebieten ein, die zur Bildung eines zweiten Landwehraufgebotes in Nischni Nowgorod führte. Diese Bewegung brachte den Willen des gesamten russischen Volkes zum Ausdruck, die öffentliche Ordnung und eine legitimierte Zentralgewalt wiederherstellen zu wollen, um das andauernde Chaos im Moskauer Staat zu überwinden. Im Kern bestand dieses Aufgebot aus bewaffneten Stadtbewohnern, jedoch wurde diesmal von Anfang an Wert auf Disziplin in der Truppe gelegt. Die polnische Besatzung konnte bis zu diesem Zeitpunkt durch einen einmaligen Entsatz auf 4000 Mann verstärkt werden.

### Russische Belagerung Moskaus

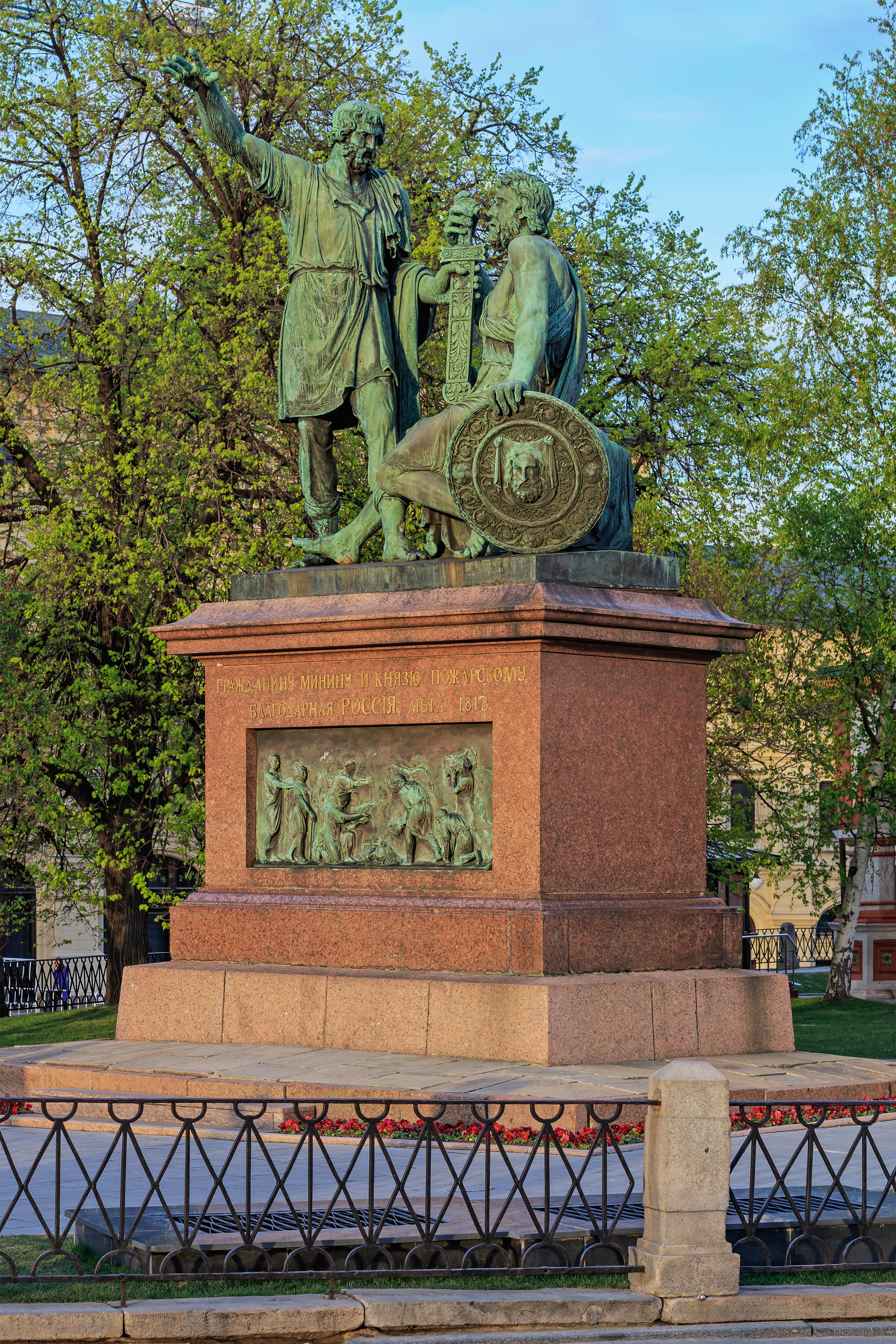
Minin-und-Poscharski-Denkmal auf dem Roten Platz in Moskau

Das zweite Aufgebot erreichte im Juli 1612 die Tore Moskaus. Das Landwehraufgebot umfasste zwischen 25.000 und 30.000 Mann mit unterschiedlichster Bewaffnung und etwa 1.000 Schützen. Zwischen dem 22. August und dem 24. August 1612 kämpfte das russische Landwehraufgebot gegen ein eingetroffenes polnisches Entsatzheer. Nach anfänglichen Erfolgen der Polen gelang es den Russen in der Schlacht bei Moskau, die polnischen Angriffe abzuwehren und einen polnischen Entsatz der Festung zu verhindern.
Die polnische Garnison widerstand der russischen Belagerung insgesamt 19 Monate lang, musste jedoch aufgrund von Hunger und des gescheiterten polnischen Entsatzes am 25. Oktober 1612 vor dem von Kusma Minin und Dmitri Poscharski angeführten Landwehraufgebot kapitulieren und abziehen. Dennoch hielten polnische Truppen 1612 weite Gebiete im Westen des Moskauer Reiches besetzt.

### Ende des russischen Interregnums
Trotz des Sieges in Moskau standen noch immer die Schweden im Nordwesten Russlands mit Nowgorod als ihrer Hauptgarnison. Der schwedische König Karl IX. verlangte wiederum die Zarenkrone für den Prinzen Karl Filip von Schweden als Austausch für Nowgorod. Allerdings stand eine ausländische Thronfolge nicht mehr zur Debatte. Russland suchte einen nationalen, orthodoxen Zaren.
So beschlossen die neu formierten russischen Landstände 1613 in Moskau, den 16-jährigen Michael Romanow, ein Kandidat des Dienstadels, zum russischen Zaren zu wählen, der sich zu dieser Zeit in einem Kloster in der Nähe von Kostroma aufhielt. Der junge Mann schien als hinreichend schwacher Zar, von dem man keine tyrannische Autokratie befürchten musste.
Die durchführende Wahlversammlung, die sich als ganzes Land konstituierte, wurde durch fast alle sozialen Schichten und Gruppen mit Ausnahme der Unfreien und der herrschaftlichen Bauern vertreten. Zwar hatten gerade diese Gruppen in den zweieinhalb Jahren des Interregnums von 1610 bis 1613 den Widerstand gegen die ausländische Intervention getragen und eine Verwaltung mühsam aufrechterhalten, aber Bedingungen wurden dem designierten Zaren Michail vor der Wahl nicht gestellt.
Damit endete die Interregnumsphase im Russischen Zarenreich und die verbliebenen polnischen Truppen zogen sich an die polnische Grenze zurück.

### Ausgang des Krieges
Bis 1617 unterblieben, mit Ausnahme eines 1615 unternommenen erfolglosen russischen Versuches, Smolensk zurückzuerobern, größere Kampfhandlungen, da die beidseitigen beschränkten Mittel größere Kriegshandlungen nicht zuließen und somit ein militärisches Patt entstand. Neben Moskaus allgemeiner Erschöpfung lag das auch daran, dass der finanzschwache polnische König kostspielige Söldner unterhalten musste, weil das ordentliche Aufgebot der Republik nicht einmal für die Erfüllung der Pacta conventa zur Verfügung stand.
In der polnischen Republik selbst drohten nach dem Abzug der Moskauer Garnison 1613 ebenfalls chaotische Verhältnisse im Innern einzukehren. Ebenso waren die Grenzen im Norden, Osten und Süden ungesichert. Ein Wandel trat plötzlich ein, als im Frühjahr 1616 die Szlachta in seltener Einmütigkeit beschloss, den Frieden auch mit militärischen Druck erzwingen zu wollen.
Somit scheiterte auch der seit 1612 vorbereitete großangelegte habsburgische Vermittlungsversuch. Die Habsburgermonarchie fürchtete vor allem, dass im Falle eines polnischen Sieges, mit der Übernahme des Moskauer Zarenthrons das polnische Vasahaus ein Übergewicht bekommen hätte, mit der es auch die ehemals schwedische Krone zurückgewinnen konnte und im Ergebnis eine nordosteuropäische Supermonarchie entstanden wäre.
Nach langen Vorbereitungen begann der polnische Kronprinz Władysław, der seine Ansprüche auf den russischen Thron nicht aufgeben wollte, im Herbst 1617 einen erneuten Feldzug nach Moskau. Die polnischen Truppen stießen über Wjasma und die kleineren russischen Grenzfestungen Richtung Moskau vor.
Das polnische Heer vereinigte sich dann mit einem ukrainischen Kosakenheer unter Führung von Ataman Sahaidatschnyj, welches einen erfolglosen Sturm auf Moskau unternahm. Danach marschierte das vereinigte Heer zum Dreifaltigkeitskloster in Sergijew Possad, um dieses wichtige religiöse Zentrum einzunehmen. Die Belagerung des befestigten Klosters scheiterte jedoch am Widerstand der Mönche und den stationierten Strelitzen-Truppen. Das Moskauer Reich selbst war aber zu dem Zeitpunkt zu schwach, um das polnische Heer in einer offenen Feldschlacht stellen und besiegen zu können.
Auch für Polen-Litauen war ein Abschluss der Kämpfe dringend geworden, da die Republik wegen der Kosaken- und Moldau-Politik in Schwierigkeiten mit den Osmanen geraten war und erneute Einfälle der Schweden befürchten musste.

## Waffenstillstand und die Folgen

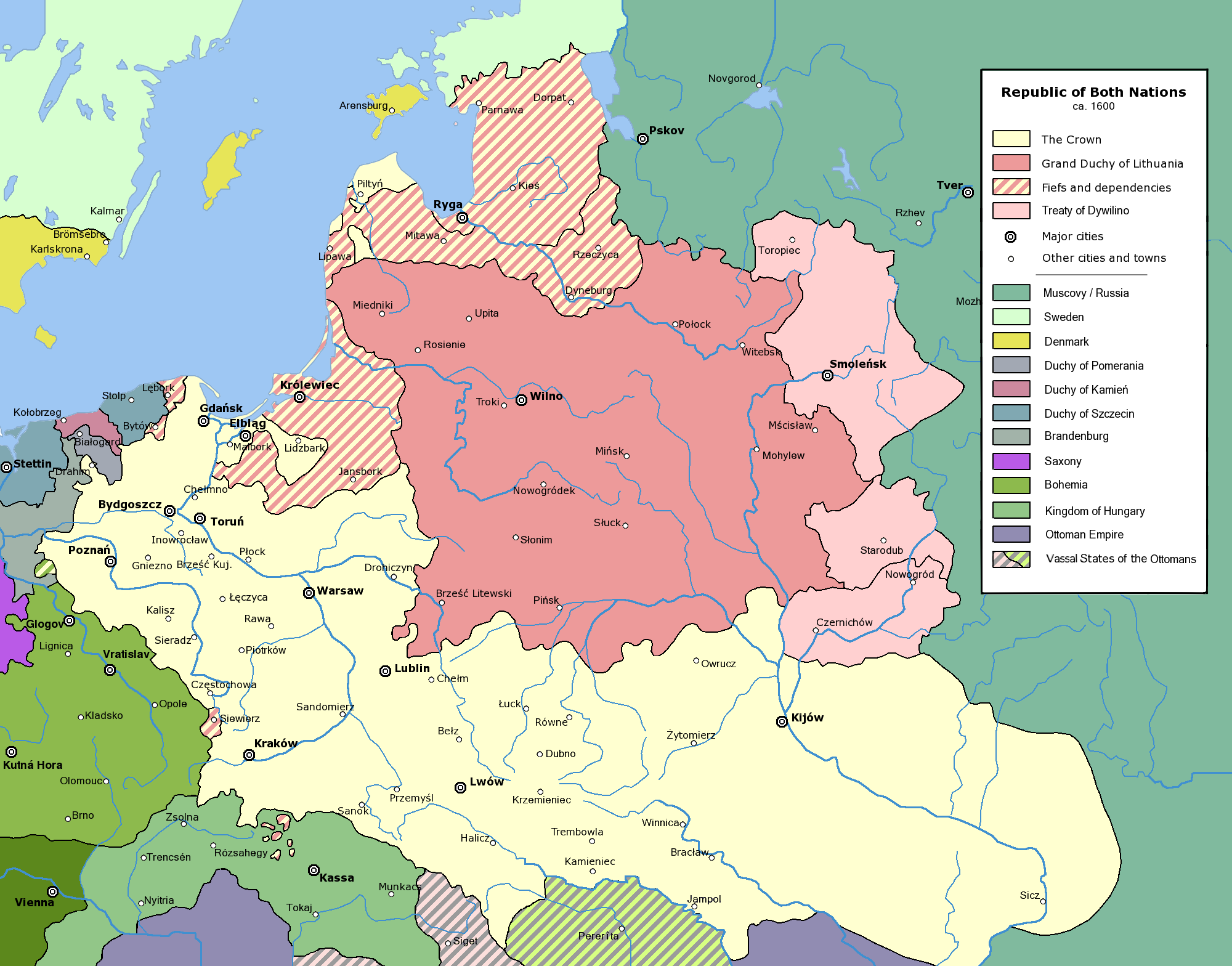
Die Grenzen der königlichen Republik nach 1618 (Territoriale Gewinne Polen-Litauens sind hellrosa hervorgehoben)

1618 wurde der Vertrag von Deulino (Deulino ist eine Ortschaft in der Nähe Moskaus) unterzeichnet, in dem Polen-Litauen das Gebiet um Smolensk und Sewerien zugesprochen bekam, die das Großfürstentum Litauen im Vertrag von 1522 an Russland verloren hatte. Zudem wurde ein 14½-jähriger Waffenstillstand zwischen den Kriegsparteien beschlossen. Polen-Litauen nahm nach dem Vertrag wieder eine machtvolle Stellung in den ruthenischen Ländern ein. Außerdem wurde im Vertrag ein gegenseitiger Kriegsgefangenenaustausch beschlossen. Der polnische Königssohn musste auch nicht de jure auf den russischen Thron verzichten.
Moskau erlangte durch diesen Vertrag die dringend benötigte Waffenruhe, um sich im Innern regenerieren zu können. Es dauerte bis Mitte des 17. Jahrhunderts, um die Depression von 1560 bis 1620 zu überwinden. Die machtpolitische Zurückhaltung, die das erschöpfte Moskau sich Polen-Litauen gegenüber auferlegte, wurde nur 1632 bis 1634 unterbrochen, als man infolge eines polnischen Interregnums nach dem Tod von Sigismund III. Wasa im Bund mit den Schweden Gustav Adolf die 1618 verlorenen Gebiete erfolglos zurückerobern wollte.
Das während der Zeit der Smuta entwickelte ständische Bewusstsein ging sang- und klanglos 1622 nach dem Abflauen der Notstandssituation zugunsten der Anknüpfung an die alte Autokratie unter. Unterstützt wurde dieser Prozess durch die Kirche, für die die zaristische Macht traditionell eine notwendige Ergänzung der eigenen geistlichen Autorität war. Der kleine und mittlere Dienstadel benötigte den Zaren wiederum als Schutz vor der mächtigen Hocharistokratie. Das russische Volk, das stark im Bewusstsein der Autokratie verwurzelt war, konzentrierte sich nach der chaotischen Zeit der Smuta auf Sicherheit und Wohlstand und hieß einen starken Helden, in der Person des Zaren, willkommen.

## Sonstiges

### Tod des Patriarchen Hermogenes
Der Führer der russisch-orthodoxen Kirche, Patriarch Hermogenes, wurde während der Belagerung Moskaus 1611 von der polnischen Seite inhaftiert, nachdem er Aufrufe gegen die Polen und gegen die Kosaken erließ. Obwohl er im Kreml von der polnischen Garnison scharf bewacht wurde, führte er diese weiter. Da er seine geheimen Aktivitäten nicht einstellen wollte, warfen ihn die Polen in einen Kerker, wo er im Februar 1612 verhungerte. 1913 wurde er dafür von der russisch-orthodoxen Kirche als Märtyrer heiliggesprochen.

### Die Legende von Iwan Sussanin

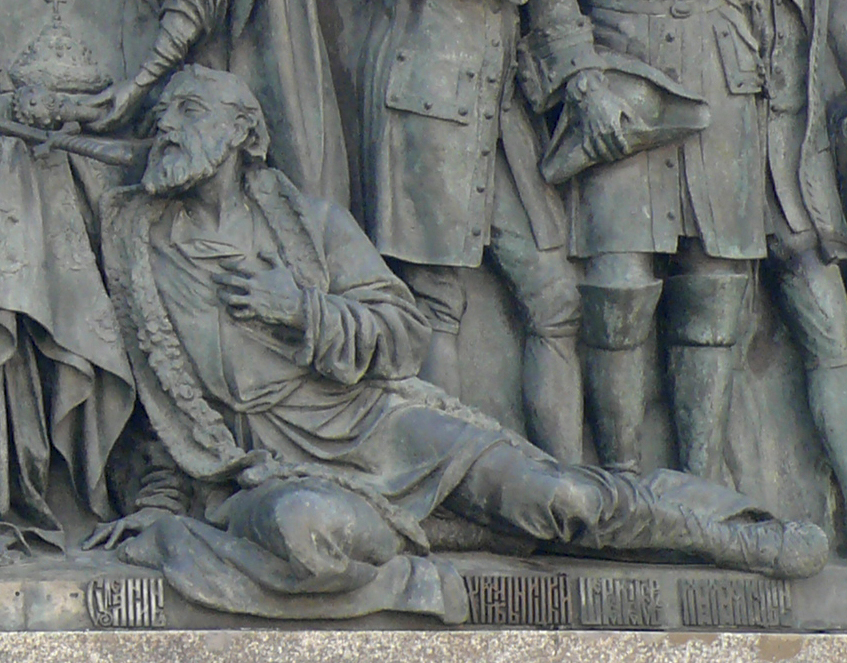
Iwan Sussanin auf dem Nationaldenkmal Tausend Jahre Russland in Weliki Nowgorod

Der Legende nach reiste Michail Romanow nach der Befreiung Moskaus nach Kostroma, um sich dort zum Zaren krönen zu lassen. So wird erzählt, dass plündernde Kosaken beabsichtigt hatten, sich seiner dort zu bemächtigen. Um seinen Herren zu retten, habe ein Bauer namens Iwan Sussanin die Kosaken auf einem falschen Weg in tiefe Wälder geführt, wofür er ermordet worden sei. Dieser Legende widmete der Komponist Michail Glinka die Oper Ein Leben für den Zaren. Die Ortschaft Sussanino und der Sussanin-Platz in der Stadt Kostroma wurden nach dem Helden benannt.

### Russischer Feiertag
Zum Gedenken an die Befreiung Moskaus wurde im Russischen Reich der 4. November jedes Jahr als nationaler Feiertag begangen. Der Tag galt als Tag der vom Volk initiierten Neugründung des russischen Staates, der zuvor aufgehört hatte, zu existieren. Nach der Machtergreifung der Bolschewiki wurde der Feiertag abgeschafft, weil er zu nah an den Feierlichkeiten zum Jahrestag der Oktoberrevolution lag und an die Herrschaft der Romanows erinnerte. 2005 führte der russische Präsident Wladimir Putin den alten Feiertag unter dem Namen „Tag der nationalen Einheit“ wieder ein.